# Mahindra Satyam
Mahindra Satyam, anciennement Satyam Computer Services, est une société par actions indienne spécialisée dans la consultation en technologie de l'information. Au début de 2009, son président a avoué avoir participé à une fraude d'environ 1,47 milliard USD.
La société est un fournisseur d'EADS et est présente à Toulouse.

## Historique
Le 7 janvier 2009, le fondateur et président de Satyam, B. Ramalinga Raju, a avoué avoir participé à une fraude de 1,47 milliard USD en modifiant le bilan de la société. Son frère, responsable à la gestion de la société, y a aussi participé,.
Le 21 janvier 2009, un procureur de la couronne a affirmé que B. Ramalinga Raju a créé 10 000 employés fictifs pour retirer encore plus d'argent de la société. Il aurait utilisé cet argent pour acquérir des terrains au nom de personnes fictives. Son avocat affirme qu'aucun argent n'a été détourné de la société.
En 2009, Mahindra acquiert Satyam Computer Services pour 14 milliards de dollars. Le 24 juin 2013, Satyam Computer Services fusionne avec Tech Mahindra.

## Photos

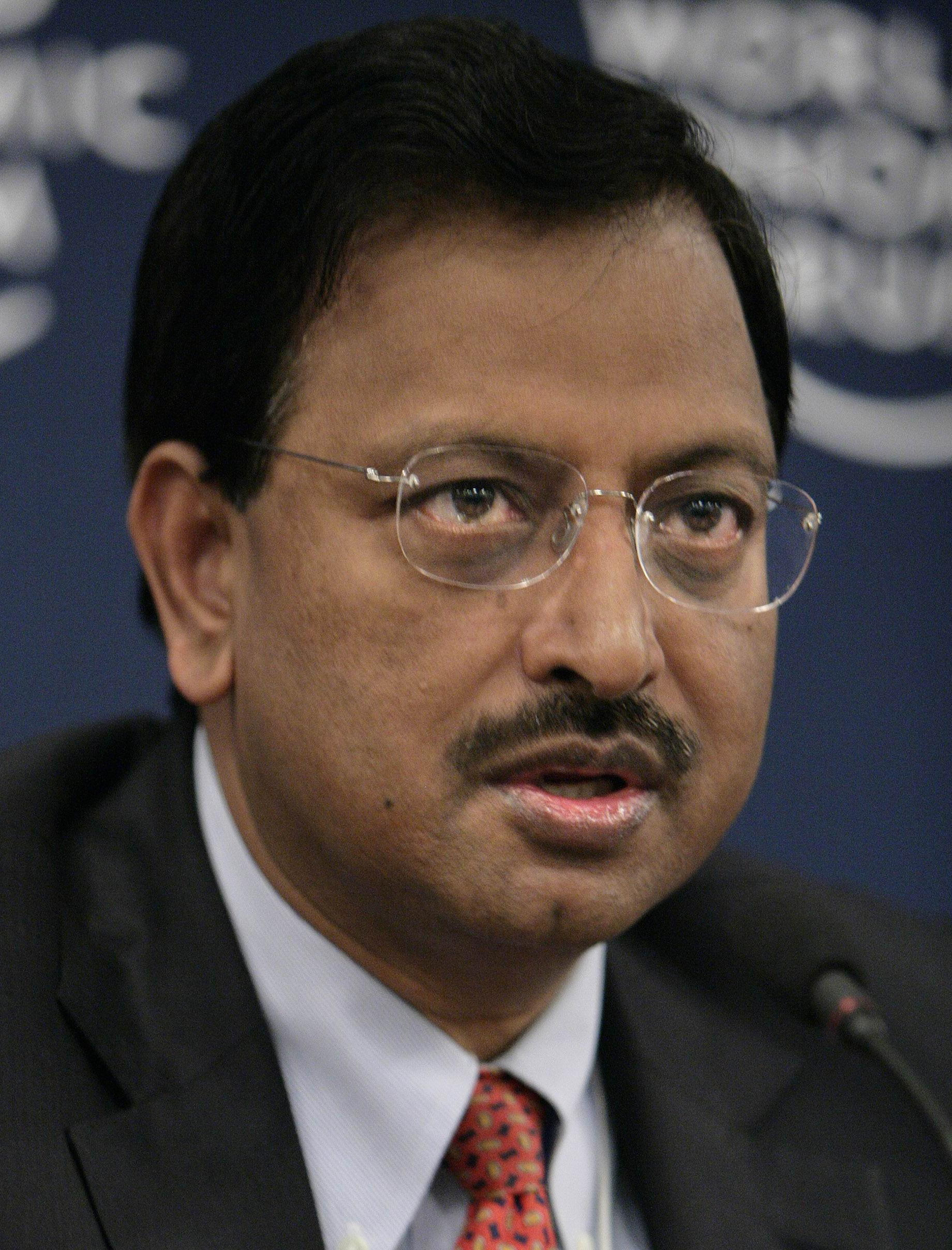
Le fondateur de la société, Ramalinga Raju, en 2008
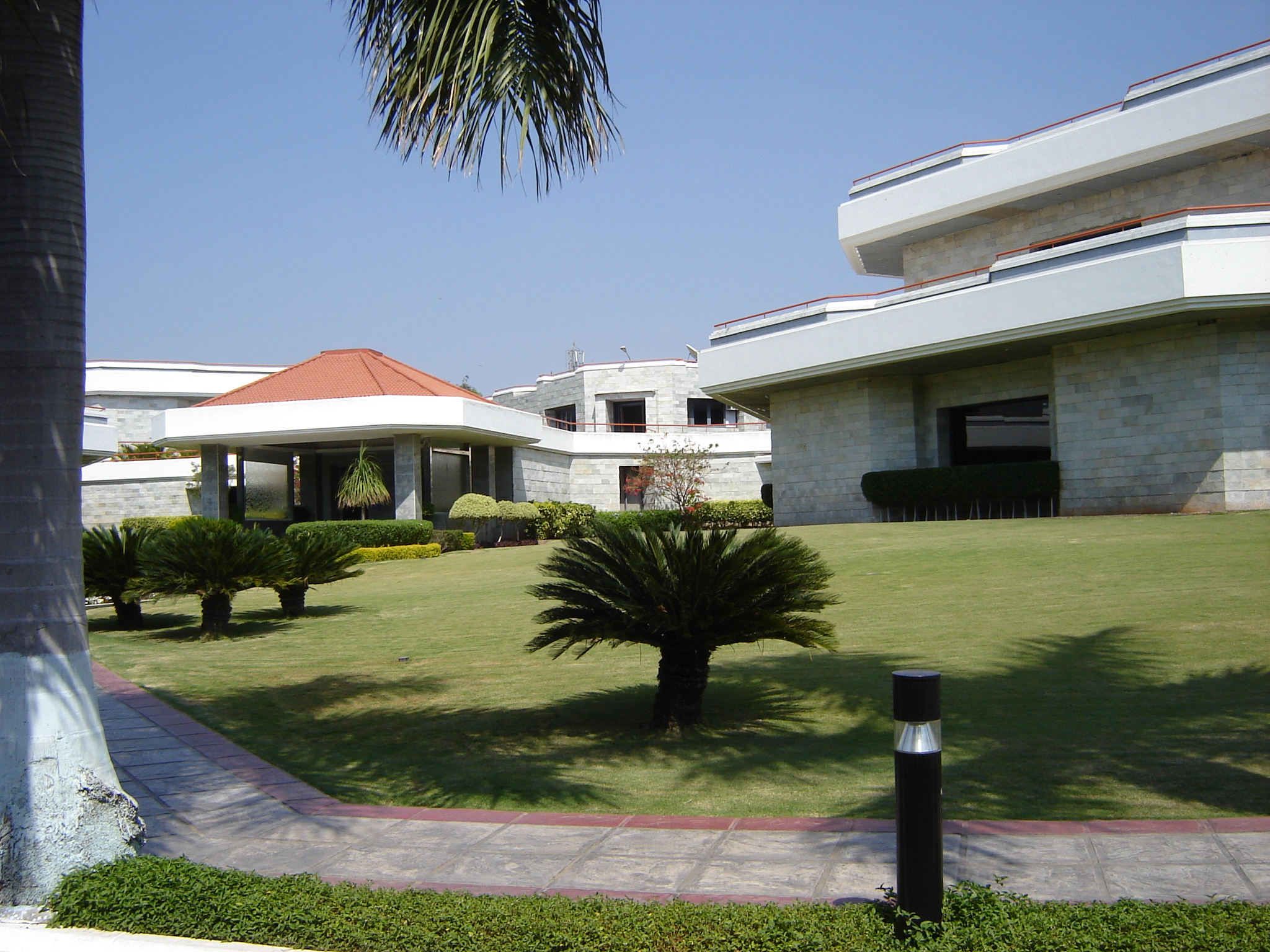
Le Satyam Technology Center à Bahadurpally, Hyderabad
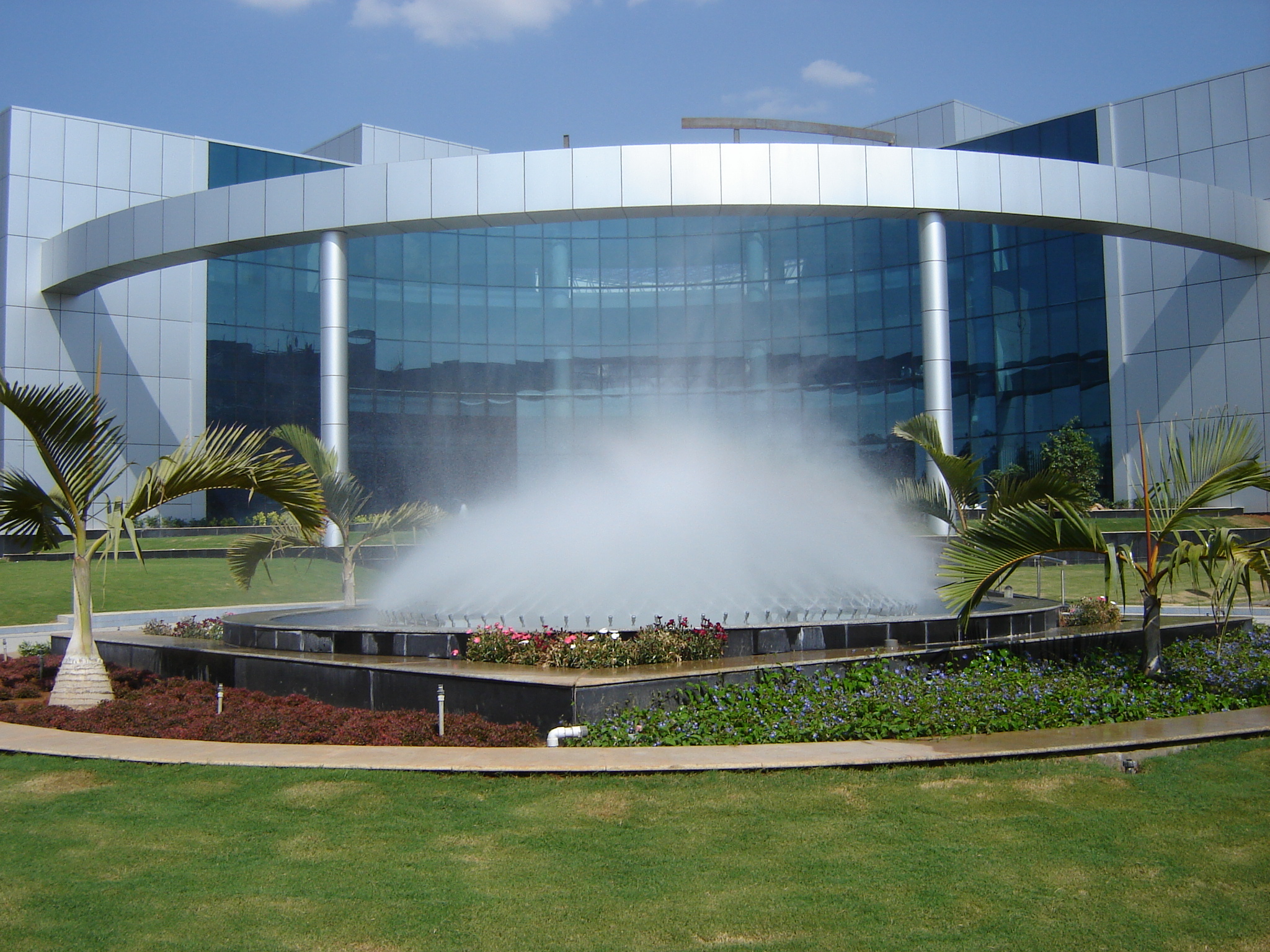
Le Satyam Development Center
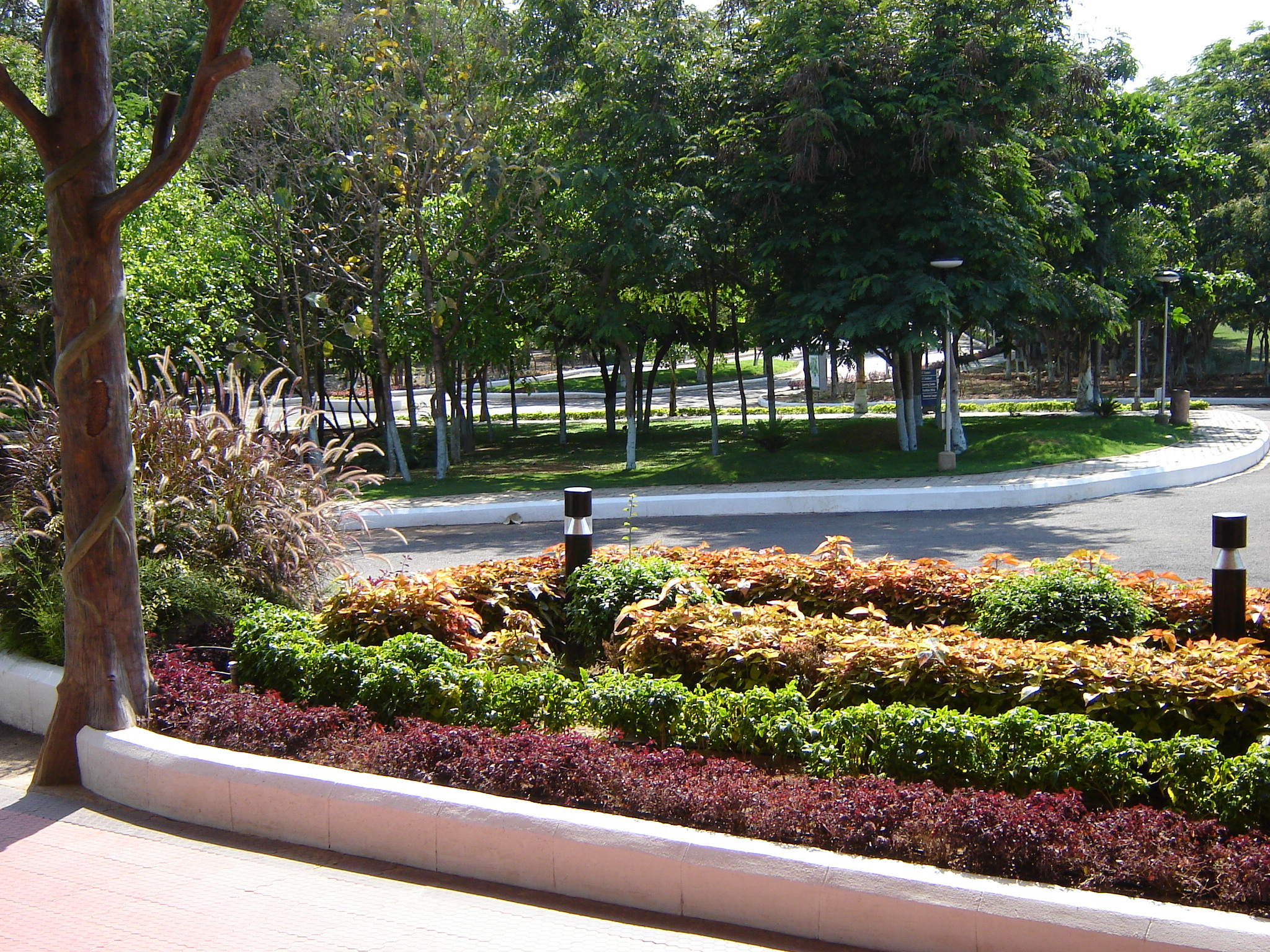
Terrain du campus Satyam à Hyderabad
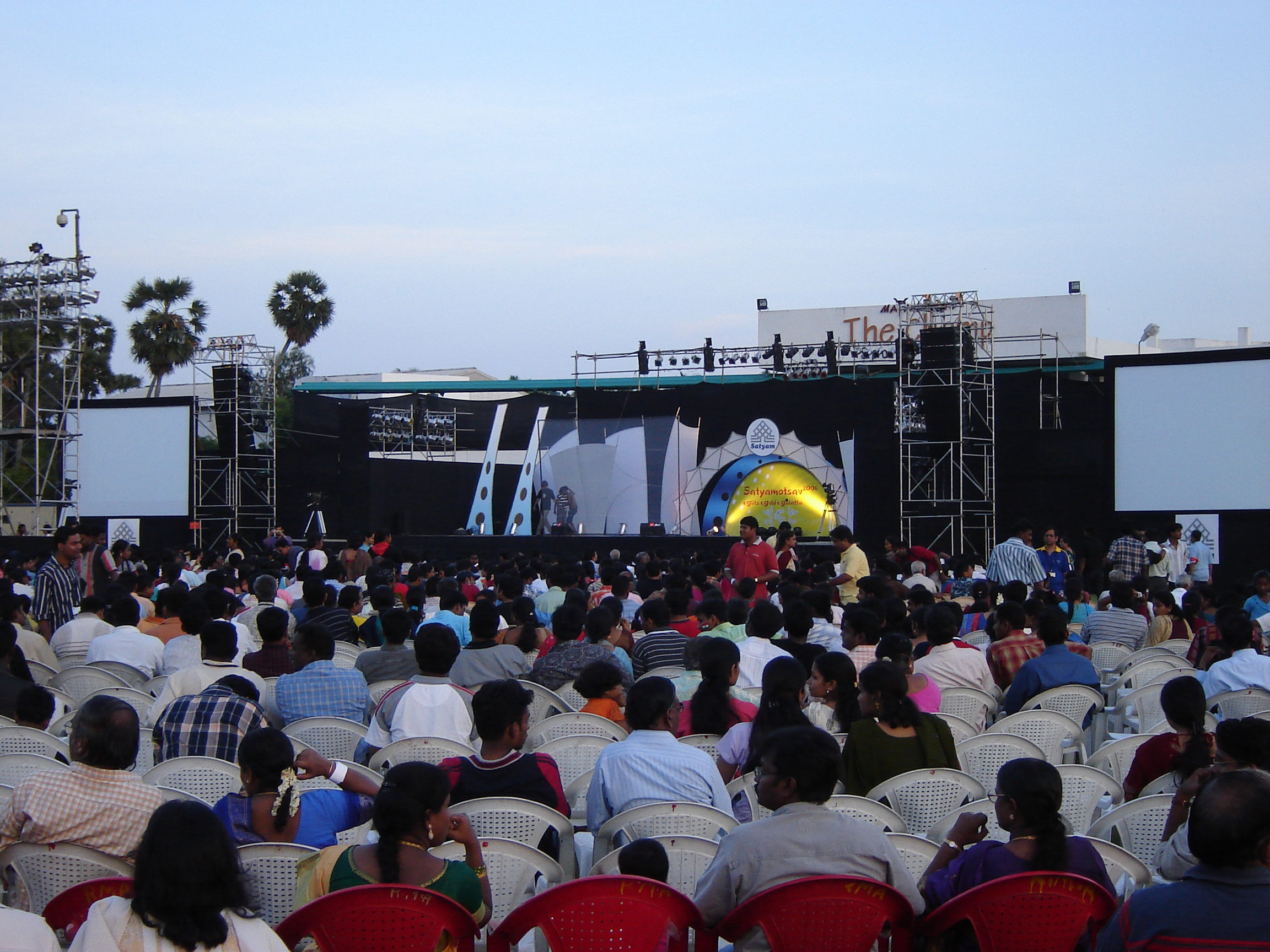
Des employés de Satyam Chennai à Satyamotsav, lors d'un spectacle annuel